# ブラジルロケット爆発事故

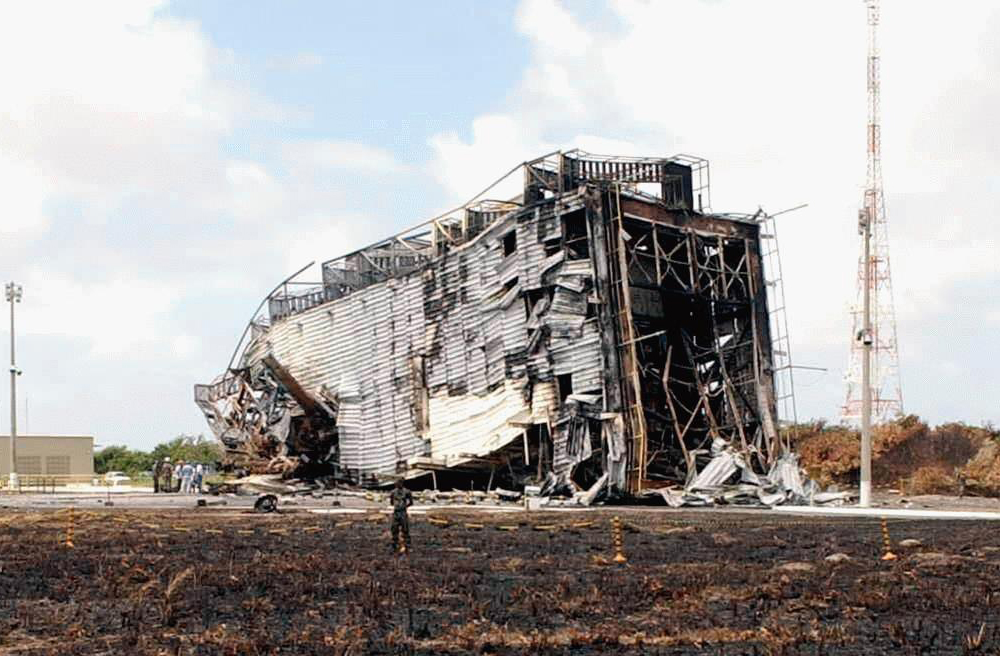
爆発後の発射台

ブラジルロケット爆発事故（ブラジルロケットばくはつじこ）とは2003年8月22日ブラジル宇宙機関のVLS-1 (VLS-1 V03)ロケットがマラニョン州 のアルカンタラ郡北部にあるアルカンタラ射場で爆発した事故である。1段目が突然点火し、21人が死亡した。轟音は付近の密林一帯に轟き、遠方からも煙が見えた。ブラジル独自設計したロケットの打ち上げで3度目の大事故となった。ロケットの打ち上げを数日後に控えての事だった。
ブラジル宇宙機関の事故後の見解によれば、同事故は固体燃料ロケットに起因するとしている。固体燃料ロケットは液体燃料ロケットに比べ、作りやすく、点火しやすいが、1度点火すると出力制御や緊急停止できない。技術者が死亡した為、設計を大幅に変更する作業が続けられ、2010年に開発が再開した。